# Conops bermudensis
Conops bermudensis är en tvåvingeart som beskrevs av Michael J. Parsons 1940. Conops bermudensis ingår i släktet Conops och familjen stekelflugor.
Artens utbredningsområde är Bermuda. Inga underarter finns listade i Catalogue of Life.